# Джаяси, Малик Мухаммад

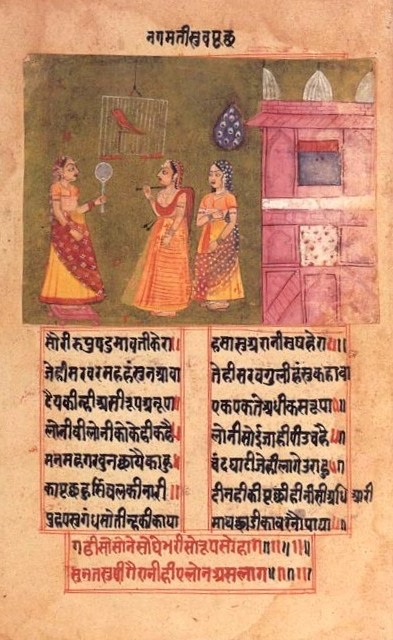
Страница из поэмы «Падмават»

Джаяси, Малик Мухаммад (хинди मलिक मोहम्मद जायसी), 1477, Джаис, Уттар-Прадеш, Индия – 1542, Рам-Нагар, Уттар-Прадеш, Индия — средневековый индийский поэт-мистик, представитель суфийской поэзии, писавший на языке авадхи, диалекте восточного хинди. Известен поэмами «Азбука истины», «Судный день» и «Падмават». В частности поэма «Падмават», написанная по мотивам исторического сюжета, характеризуется творческим освоением мотивов и художественных средств индусской и мусульманской литературной традиции. 

## Биография
О жизни Джаяси известно мало. Долгое время поэт жил при дворах правителей Газипура и Бходжура. С раннего возраста склонный к экзальтации, он с течением лет все больше и больше отходил от мирской суеты, предаваясь размышлениям о боге и служении ему. После того, как его единственный сын оставил этот мир, Джаяси ищет утешение в странствиях, став дервишем. Последние годы своей жизни он прожил отшельником в лесу, где после своей кончины и был погребен. Его популярность как поэта и человека еще при жизни была столь велика, что строфы из его произведений распевались как народные песни..
В городе Джаис в настоящее время установлен памятник Джаяси.